# Borstgrasrasen bei Alt-Mölln
Der Borstgrasrasen bei Alt-Mölln ist ein Naturschutzgebiet in der schleswig-holsteinischen Gemeinde Alt-Mölln im Kreis Herzogtum Lauenburg.
Das rund 13 Hektar große Naturschutzgebiet ist unter der Nummer 113 in das Verzeichnis der Naturschutzgebiete des Ministeriums für Landwirtschaft, Umwelt und ländliche Räume eingetragen. Es wurde Ende 1985 ausgewiesen (Datum der Verordnung: 23. Dezember 1985). Die Verordnung wurde Anfang 1986 im Gesetz- und Verordnungsblatt für Schleswig-Holstein veröffentlicht. Das Naturschutzgebiet ist nahezu deckungsgleich mit dem FFH-Gebiet „NSG Borstgrasrasen Alt Mölln“. Zuständige untere Naturschutzbehörde ist der Kreis Herzogtum Lauenburg.
Das Naturschutzgebiet liegt westlich von Mölln am Rande des Kreisforstes Lüerholt. Es stellt eine Hangfläche zum Stecknitz-Delvenau-Tal unter Schutz, die von Waldflächen sowie Magerrasen mit Borstgrasgesellschaften geprägt ist. Von der früheren Nutzung als Hutewald sind Reste eines Niederwaldes erhalten. Dazwischen liegen die von Borstgrasrasen eingenommenen offenen Bereiche. Die übrigen Waldflächen werden von Buchen- und Eichenmischwäldern geprägt.
Im Süden grenzt das Naturschutzgebiet direkt an die Wohnbebauung von Alt-Mölln. Nördlich davon grenzen landwirtschaftliche Nutzflächen an das Naturschutzgebiet, das ansonsten von Waldflächen umgeben ist. Das Gebiet wird vom Landesjagdverband Schleswig-Holstein betreut.